# Holoubek (Kytice)
Holoubek je balada ze sbírky Karla Jaromíra Erbena Kytice. Tematicky je báseň podobná Erbenově baladě Štědrý den. Obě jsou o lásce a smrti. Neméně důležitou roli zde hraje svědomí.

## Děj balady
U hřbitova oplakává mladá vdova svého zesnulého manžela. Když tu jede okolo mladý muž, který jí nabídne, aby se stala jeho ženou. Do měsíce se konala svatba (veselá a hlučná). Nový manžel k sobě tiskl svou manželku a povídal jí, že nebožtík již ničeho neslyší, nemůže se v hrobě otočit a ani z mrtvých vstát. Ale jak běžel čas, na místě hrobu prvního manžela vyrostl statný dub, na kterém sedával holoubek. Pokaždé, když sem žena přišla, holoubek smutně vrkal. Připomínal tím ženě její vinu – že totiž svého prvního manžela ve skutečnosti otrávila. Jednoho dne to žena již nemůže vydržet a sama se utopí v blízkém potoce. Pohřbena je mimo hřbitov, neboť křesťanská víra zakazuje sebevraždu.

## Úryvek
Směj se, směj, nevěsto,

pěkně ti to sluší:

nebožtík pod zemí,

ten má hluché uši!
Objímej milého,

netřeba se báti:

rakev dosti těsná —

ten se neobrátí!
Líbej si je, líbej,

ty žádané líce:

komus namíchala,

neobživne více! —

## Autorovo poznamenání
„Komus namíchala, neobživne vice.“
Namíchati někomu t. jedu, říká se vůbec místo otráviti někoho.
„Na doubku sedává běloučký holoubek.“
V národních písních a pověstech slovanských zjevuje se duše člověka, kterýž umra žádné viny na sobě neměl aneb i z viny své se byl očistil, nejraději v podobě bílé holubice; a v té míře, jakož kdo vinen, holubičí postava duše přijímá barvu tmavší, neb i jinou postavu ptačí na se béře, až konečně pak duše zločincova v krkavce se proměňuje.